# آخر شب (آلبوم)
آخر شب (به انگلیسی: After Hours) چهارمین آلبوم استودیویی اثر خواننده کانادایی د ویکند است. این آلبوم توسط XO و ریپابلیک رکوردز در ۲۰ مارس ۲۰۲۰ منتشر شد. این آلبوم در درجه اول توسط د ویکند و در کنار سازندگان مشهوری مانند مکس مارتین و مترو بومین تولید شده‌است که همه آن‌ها با د ویکند قبلاً همکاری کرده‌بودند. در نسخه استاندارد هیچ خواننده‌ای حضور ندارد، اما نسخه دیلاکس شامل حضور تعدادی خواننده است.
پیش از انتشار این آلبوم، د ویکند تأیید کرد که سبک آخر شب تفاوت‌های زیادی با آلبوم قبلی خود، استاربوی (۲۰۲۰) خواهد شد. روزنامه‌نگاران موسیقی، به تأثیرات دریم پاپ و موسیقی موج نو روی این آلبوم تأکید و آن را یک نوآوری هنری دانستند. از نظر موضوع، آخر شب به کاوش در مورد تنهایی، نفرت از خود و گریزگرایی می‌پردازد. این آلبوم همچنین مورد توجه گسترده رسانه‌ها قرار گرفت و با الهام از فیلم‌هایی مانند کازینو (۱۹۹۵)، ترس و نفرت در لاس وگاس (۱۹۹۸)، جوکر (۲۰۱۹), و جواهرات تراش‌نخورده (۲۰۱۹) ساخته شد. عنوان آلبوم از فیلمی به همین نام محصول ۱۹۸۵ به کارگردانی مارتین اسکورسیزی وام گرفته شده‌است.
این آلبوم توسط سه تک‌آهنگ پشتیبانی شد: «بی‌عاطفه»، «پرتوهای کورکننده» و «توی چشمات» که «بی‌عاطفه» و «پرتوهای کورکننده» با رتبه یک در ۱۰۰ آهنگ داغ بیلبورد آمریکا و گرفتن گواهینامه پلاتین به اوج خود رسیدند. در مارس ۲۰۲۰، آخر شب رکورد جهانی بیش‌ترین پیش فروش تاریخ موسیقی اپل را با بیش از ۱٬۰۲ میلیون کاربر درهم شکست.
آخر شب به‌طور گسترده نظرات مثبتی را از منتقدان بدست آورد و برخی از این آلبوم به عنوان بهترین اثر د ویکند شناختند. این آلبوم با فروش ۴۴۴٬۰۰۰ واحد معادل ۲۷۵٬۰۰۰ نسخه خالص در رتبه ۱ بیلبورد ۲۰۰ نشست و برای مدتی بزرگ‌ترین فروش هفته اول سال ۲۰۲۰ برای یک آلبوم را بدست‌آورد. این آلبوم چهارمین آلبوم شماره یک د ویکند بود و چهار هفته متوالی در رتبه بالای بیلبورد ۲۰۰ ماند. همچنین در ۲۰ کشور دیگر از جمله کانادا و انگلستان به رتبه یک رسید. برای پشتیبانی از آلبوم، تور کنسرتی در جهان برگزار شد.

## فهرست قطعه‌ها
اقتباس‌شده از یادداشت‌های کوتاه آلبوم.
| فهرست قطعه‌ها آخر شب | فهرست قطعه‌ها آخر شب             | فهرست قطعه‌ها آخر شب |
| شماره               | نام                             | مدت                 |
| ------------------- | ------------------------------- | ------------------- |
| ۱.                  | «بازهم تنها»                    | ۴:۱۰                |
| ۲.                  | «خیلی دیر»                      | ۳:۵۹                |
| ۳.                  | «سخت‌ترین برای عاشق بودن»        | ۳:۳۱                |
| ۴.                  | «ترس از زندگی»                  | ۳:۱۱                |
| ۵.                  | «بچه برفی»                      | ۴:۰۷                |
| ۶.                  | «فرار از لس آنجلس»              | ۵:۵۵                |
| ۷.                  | «قلب ندارم»                     | ۳:۲۱                |
| ۸.                  | «ایمان»                         | ۴:۴۳                |
| ۹.                  | «پرتوهای کورکننده»              | ۳:۲۱                |
| ۱۰.                 | «در چشمانت»                     | ۳:۵۷                |
| ۱۱.                 | «اشک‌هایت رو نگه‌دار»             | ۳:۳۵                |
| ۱۲.                 | «بعد از من تکرار کن» (قطع کردن) | ۳:۱۵                |
| ۱۳.                 | «آخر شب»                        | ۶:۰۱                |
| ۱۴.                 | «تا وقتی که خونریزی کنم»        | ۳:۱۲                |
| مجموع مدت:          | مجموع مدت:                      | ۵۶:۱۹               |

## جدول‌ها
| جدول (۲۰۲۰)                                          | اوج موقعیت |
| ---------------------------------------------------- | ---------- |
| آلبوم‌های استرالیایی (ای‌آرآی‌ای)                       | 1          |
| آلبوم‌های اتریشی (آلبوم‌های او۳)                       | 1          |
| آلبوم‌های بلژیکی (اولتراتاپ فلاندرز)                  | 1          |
| آلبوم‌های بلژیکی (اولتراتاپ والونیا)                  | 2          |
| آلبوم‌های کانادایی (بیلبورد)                          | 1          |
| آلبوم‌های چک (سی‌ان‌اس آی‌اف‌پی‌آی)                        | 1          |
| آلبوم‌های دانمارکی (هیت‌لیستن)                         | 1          |
| آلبوم‌های هلندی (جدول‌های هلند)                        | 1          |
| آلبوم‌های استونیایی (Eesti Tipp-40)                   | ۱          |
| آلبوم‌های فنلاندی (جدول رسمی فنلاند)                  | 1          |
| آلبوم‌های فرانسوی (اس‌ان‌ئی‌پی)                          | 2          |
| آلبوم‌های آلمانی (۱۰۰ آلبوم برتر رسمی)                | 5          |
| آلبوم‌های مجارستانی (ماهاز)                           | 11         |
| آلبوم‌های ایسلندی (Plötutíðindi)                      | ۱          |
| آلبوم‌های ایرلندی (شرکت جدول‌های رسمی)                 | 1          |
| آلبوم‌های ایتالیایی (فیمی)                            | 1          |
| آلبوم‌های برتر ژاپن (Billboard Japan)                 | ۷۶         |
| آلبوم‌های ژاپنی (اوریکون)                             | 41         |
| آلبوم‌های لیتوانیایی (AGATA)                          | ۱          |
| آلبوم‌های مکزیکی (AMPROFON)                           | ۱          |
| آلبوم‌های نیوزیلندی (آرام‌ان‌زد)                        | 1          |
| آلبوم‌های نروژی (وی‌جی-لیستا)                          | 1          |
| آلبوم‌های لهستانی (زدپی‌ای‌وی)                          | 8          |
| آلبوم‌های پرتغالی (ای‌اف‌پی)                            | 2          |
| آلبوم‌های اسکاتلندی (شرکت جدول‌های رسمی)               | 2          |
| آلبوم‌های اسلواکی (فدراسیون بین‌المللی صنعت فونوگرافی) | ۱          |
| آلبوم‌های کره جنوبی (گائون)                           | ۷۳         |
| آلبوم‌های اسپانیایی (پروموزیکای)                      | 3          |
| آلبوم‌های سوئدی (برترین‌های سوئد)                      | 1          |
| آلبوم‌های سوئیسی (جدول موسیقی سوئیس)                  | 1          |
| آلبوم‌های بریتانیا (شرکت جدول‌های رسمی)                | 1          |
| بیلبورد ۲۰۰ ایالات متحده                             | 1          |
| آلبوم‌های آراندبی/هیپ‌هاپ برتر ایالات متحده (بیلبورد)  | 1          |